# Paul Looser
Paul Looser (* 9. Mai 1981) ist ein Schweizer Radballspieler.

## Karriere
Paul Looser begann seine Karriere beim RMV Altdorf. Im Jahr 1992 gewann er zusammen mit Christian Wälchli seine erste Bronzemedaille an der Schweizer Meisterschaft der Schüler B. In den folgenden Jahren gewann er mit Wälchli und Daniel Tresch noch einige SM-Medaillen ohne jemals Schweizer Meister zu werden. Im Jahr 2000 wurde er Zweiter in der Nationalliga B zusammen mit Wälchli und stieg somit in die Nationalliga A auf. Im folgenden Jahr wechselte er zum RV Winterthur und hütete fortan das Tor von Peter Jiricek. In den vier Jahren in Winterthur war Paul Looser enorm erfolgreich. Er wurde Weltmeister, gewann zweimal den Europacup und wurde dreimal Schweizer Meister.
Danach wechselte er wieder zurück zum RMV Altdorf und spielte noch drei Jahre mit Dominik Planzer. In dieser Zeit gewann er noch zweimal den Schweizer Cup, wurde aber nicht mehr Schweizer Meister. Ende Saison 2007 beendete er seine Karriere vorerst.
Nachdem Dominik Planzer 2017 seine aktive Karriere beendet hatte, gab Paul Looser 2018 sein Comeback und spielte zusammen mit Roman Schneider für den Radsport Altdorf.

## Erfolge
- Weltmeister 2002
  -  Silbermedaille 2003 und 2004
- Gesamtweltcup 2. Rang 2003
- Europacup-Sieger 2003 und 2004
  - 3. Rang 2002
- Schweizer Meister 2002, 2003 und 2004
  - 2. Rang 2001, 2005 und 2006
  - 3. Rang 2007
- Sieger Schweizer Cup 2002, 2003, 2004, 2006, 2007

### Weltcup-Statistik
| Jahr                    | Partner         | 1. T.          | 2. T.        | 3. T.          | 4. T.          | Punkte | Quali | Final          |
| ----------------------- | --------------- | -------------- | ------------ | -------------- | -------------- | ------ | ----- | -------------- |
| 2002                    | Peter Jiricek   | Silbermedaille | 4            | 9              | Goldmedaille   | 146    | 6     | 6              |
| 2003                    | Peter Jiricek   | Silbermedaille | Goldmedaille | Goldmedaille   | Goldmedaille   | 195    | 1     | Silbermedaille |
| 2004                    | Peter Jiricek   | Goldmedaille   | Goldmedaille | Bronzemedaille | Silbermedaille | 185    | 1     | 4              |
| 2005                    | Dominik Planzer | 9              | –            | –              | –              | 16     | 33    | –              |
| 2006                    | Dominik Planzer | –              | –            | –              | –              | –      | –     | –              |
| 2007                    | Dominik Planzer | Bronzemedaille | Goldmedaille | Bronzemedaille | 6              | 155    | 3     | – (a)          |
| Stand: 3. Dezember 2017 |                 |                |              |                |                |        |       |                |

Teilnahmen:  20

 Goldmedaillen:  7

 Silbermedaillen:  4

 Bronzemedaillen:  3

| Legende |
| --- |
| - Jahr: Nennt das Jahr des Weltcups. - Partner: Spielpartner in diesem Weltcup-Jahr. - 1. T.: (1. Turnier, von 4) Rang des Sportlers in diesem Turnier. - Punkte: Weltcup-Punkte, die der Spieler am Ende der Qualifikation hatte. - Quali: Rang am Ende der Qualifikation. - Finale: Rang im Finale, falls dieses erreicht wurde. |